# Karl Ferdinand Schonta von Seedank
Karl Ferdinand Schonta von Seedank (německy Carl Ferdinand Schonta Edler von Seedank) (4. července 1841 Klagenfurt – 23. března 1911 Terst) byl rakousko-uherský admirál slovinského původu. U c. k. námořnictva sloužil od roku 1859 a zúčastnil se několika válek, později postupoval v hodnostech a zastával různé pozice mimo jiné v námořní sekci na ministerstvu války. V roce 1890 byl povýšen do šlechtického stavu a v roce 1897 odešel do penze. Mimo aktivní službu dosáhl v roce 1908 hodnosti kontradmirála.

## Životopis

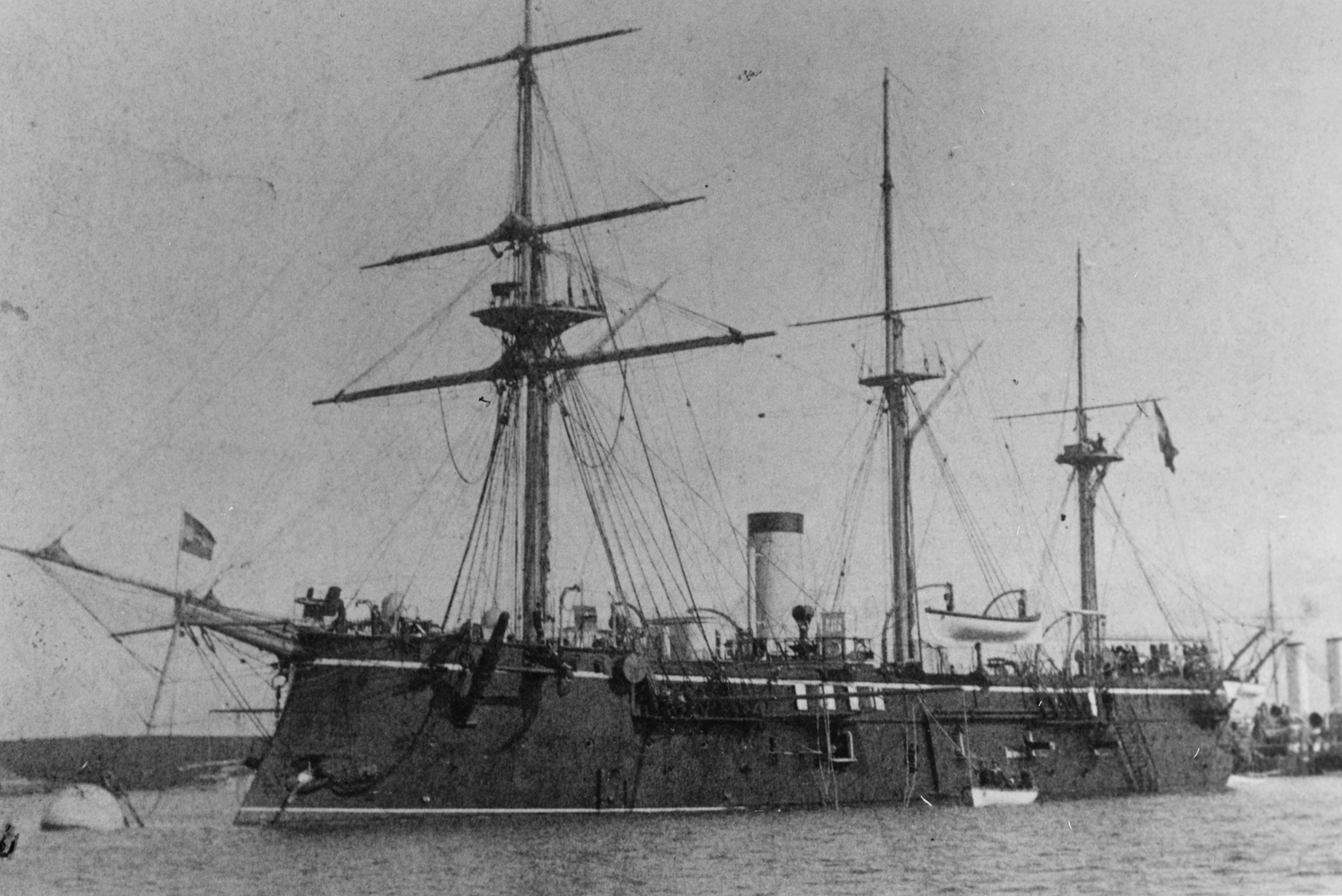
Obrněná loď SMS Kaiser Max, vlajková loď kapitána Karla Schonty v roce 1894

Pocházel ze slovinské rodiny (původní příjmení Žonta), byl synem c. k. krajského komisaře Josefa Schonty. Studoval na gymnáziu v Lublani a v roce 1859 vstoupil k c. k. námořnictvu, ještě téhož roku se na korvetě SMS Dandolo zúčastnil války se Sardinií. Poté vystřídal službu na různých lodích a doplnil si vzdělání u Hydrografického úřadu v Pule. Na korvetě SMS Erzherzog Friedrich se v roce 1864 zúčastnil dánsko-německé války, s touto lodí pak v roce 1865 cestoval po Severním moři. V roce 1866 získal hodnost praporčíka a na dělovém člunu SMS Seehund bojoval v bitvě u Visu během války s Itálií. V dalších letech byl velitelem menších jednotek námořní pěchoty, působil také u arzenálu v Pule a v letech 1872–1874 byl ordonančním důstojníkem vrchního velitele námořnictva Friedricha von Pöcka, mezitím byl povýšen na poručíka II. třídy (1872).
V letech 1875–1878 byl pobočníkem admirála Sternecka a v roce 1877 byl povýšen na poručíka I. třídy. Později sloužil u vojenského velitelství v Zadaru a znovu také u námořní pěchoty. V letech 1881–1883 byl dělostřeleckým důstojníkem na cvičné lodi SMS Novara a následně na císařské jachtě SMS Miramar (1883–1884). Jako první důstojník na korvetě SMS Frundsberg absolvoval cestu k břehům Afriky (1884–1885) a na pozici velitele parníku SMS Triest byl přidělen k vojenskému velitelství v Zadaru (1885–1886).
K datu 1. května 1886 byl povýšen na korvetního kapitána s přidělením k operační kanceláři námořní sekce na ministerstvu války ve Vídni (1886–1891), kde byl od roku 1890 zároveň pobočníkem vrchního velitele námořnictva. Mezitím získal hodnost fregatního kapitána (1. května 1890) a v roce 1891 byl šéfem štábu eskadry na palubě admirálské jachty SMS Greif. V roce 1891 se vrátil na ministerstvo války již jako přednosta operační kanceláře námořní sekce. V hodnosti kapitána řadové lodi (1. listopadu 1893) byl velitelem obrněné lodi SMS Kaiser Max a fregaty SMS Laudon. V letech 1895–1897 působil jako ředitel Kanceláře pro výzkum pobřeží (Küstenbeschreibungs-Bureau) v Terstu.
Na podzim roku 1897 byl penzionován a mimo aktivní službu později dosáhl hodnosti kontradmirála (11. června 1908).
Po odchodu do výslužby se trvale usadil v Terstu Zemřel ve věku nedožitých sedmdesáti let 23. března 1911 v Terstu, kde byl pochován ve vojenské části hřbitova Sant'Anna.
V roce 1877 se v Budapešti oženil s Renatou (Renée) von Schuhay (1856–1940), dcerou uherského dvorního rady. Z manželství se narodili dva synové, Emmerich (1878–1945) a Erich (1885–1940), oba sloužili také u c. k. námořnictva a dosáhli důstojnických hodností. Starší Emmerich byl v závěru první světové války křídelním pobočníkem císaře Karla I.

## Tituly a ocenění
V roce 1890 byl povýšen do šlechtického stavu s predikátem Edler von Seedank. Během služby u námořnictva se stal nositelem několika vyznamenání v Rakousku-Uhersku i v zahraničí.

### Rakousko-Uhersko
- Válečná pamětní medaile (1864)
- Válečná medaile (1873)
- Služební odznak pro důstojníky III. třídy (1884)
- Vojenský záslužný kříž (1889)
- Řád železné koruny III. třídy (1897)
- Jubilejní pamětní medaile (1898)
- Vojenský jubilejní kříž (1908)

### Zahraničí
- Řád Osmanie IV. třídy (1886, Osmanská říše)